# Алтинополис
Алтинополис (порт. Altinópolis) — муниципалитет в Бразилии, входит в штат Сан-Паулу. Составная часть мезорегиона Рибейран-Прету. Входит в экономико-статистический микрорегион Бататайс. Население составляет 16 840 человек на 2006 год. Занимает площадь 929,426 км². Плотность населения — 18,1 чел./км².

## История
Город основан 9 марта 1919 года.

## Статистика
- Валовой внутренний продукт на 2003 составляет 160.890.137,00 реалов (данные: Бразильский институт географии и статистики).
- Валовой внутренний продукт на душу населения на 2003 составляет 9.921,08 реалов (данные: Бразильский институт географии и статистики).
- Индекс развития человеческого потенциала на 2000 составляет 0,823 (данные: Программа развития ООН).

## География
Климат местности: субтропический. В соответствии с классификацией Кёппена, климат относится к категории Cfb.